# Teatre romà d'Aurenja
El Teatre romà d'Aurenja (en francès Théâtre antique d'Orange), construït sota el regnat de Cèsar August al segle i, és un dels teatres romans més ben conservats del món. Encara disposa del mur d'escena amb la seva elevació original, de 103 metres de llargada per 37 d'alçada. El teatre, conjuntament amb l'arc de triomf d'Aurenja (al departament de Valclusa) va ser declarat Patrimoni de la Humanitat per la UNESCO l'any 1981.
La seva capacitat és d'entre 9.000 i 10.000 espectadors.